# Microdrosophila takadai
Microdrosophila takadai är en tvåvingeart som beskrevs av Bock 1982. Microdrosophila takadai ingår i släktet Microdrosophila och familjen daggflugor. Inga underarter finns listade i Catalogue of Life.